# Otto Friedrich Conrad von Zedlitz
Otto Friedrich Conrad Freiherr von Zedlitz (auch von Zedlitz und Neukirch) (geb. 3. Juli 1747 in Tiefhartmannsdorf, Fürstentum Liegnitz; gest. 28. Juli 1820 ebenda, Kreis Goldberg, Provinz Schlesien) war ein preußischer Landrat.

## Leben

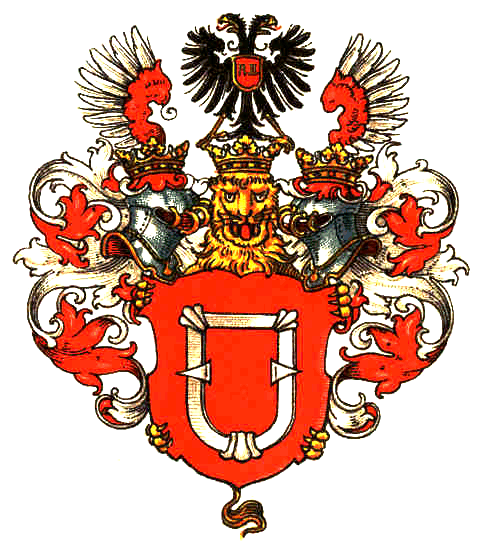
Stammwappen derer von Zedlitz und Neukirch

Otto Friedrich Conrad Freiherr von Zedlitz war Angehöriger des alten schlesischen Adelsgeschlechts Zedlitz. Er war der Sohn von Conrad Gottlieb von Zedlitz und dessen Ehefrau Friederike Elisabeth (1715–1776), geb. von Schweinitz auf Tschepplau. Sein Vater war Erbherr auf Tiefhartmannsdorf, Neukirch, Nieder-Polkau und stand dem Landkreis Hirschberg im Riesengebirge von 1742 bis 1769 als Landrat vor. Otto Friedrich besuchte zunächst die Ritterakademie in Liegnitz. 1764 nahm er ein Studium der Rechtswissenschaften an der Universität Halle auf, von wo er 1767 nach Leipzig wechselte. Nach dem Tod seines Vaters am 15. März 1769 wurde er im Mai gleichen Jahres dessen Nachfolger als Landrat des Landkreises Hirschberg im Riesengebirge. Gleichzeitig übernahm er auch dessen Gut Tiefhartmannsdorf. 1783 wurde er Erbherr auf Neukirch. Das Amt als Landrat übte er bis zu dem von ihm gewünschten Abschied im Jahr 1805 aus, Nachfolger wurde Franz Anton von Vogten und Westerbach.

## Persönliches
Otto Friedrich Conrad Freiherr von Zedlitz war seit dem 23. April 1778 mit Louise Wilhelmine Barbara (1752–1820), Tochter des Heinrich Wilhelm Freiherr von Kottwitz auf Nieder-Kauffung (1701–1762) und dessen Ehefrau Friedrike Hedwig (1714–1784), geb. Freiin von Reibnitz, verheiratet. Aus dieser Ehe gingen vier Kinder hervor:
- Wilhelm (1786–1862)
- Otto (1787–1865), preußischer Generalmajor, Landschaftsdirektor der Fürstentümer Schweidnitz und Jauer
- Kunigunde Ulrika Dorothea (1789–1836)[1]
- Conrad (1790–1864)